# Candidatura Democrática Galega
Candidatura Democrática Galega (em castelhano:  Candidatura Democrática Gallega) foi uma lista eleitoral de centro-esquerda na Galiza que concorreu nas eleições para o Senado espanhol de 1977 nos círculos eleitorais de La Coruña, Orense e Pontevedra. Foi apoiada pelo Partido Socialista Operário Espanhol (PSOE) nesses distritos.